# 品川統括センター
品川統括センター（しながわとうかつセンター）は、東日本旅客鉄道（JR東日本）首都圏本部の駅・運転士・車掌を所管する組織である。
2025年3月15日に品川営業統括センター、大田営業統括センター、大田運輸区を統合して発足。

## 所管

### 駅
- 品川駅 - 所長所在駅
- 田町駅
- 高輪ゲートウェイ駅★
- 大井町駅★
- 大森駅
- 蒲田駅
- 西大井駅★

★: JR東日本ステーションサービスに業務委託

### 乗務ユニット
- 蒲田駅構内に設置（旧大田運輸区）
- 担当線区（運転士）
  - 京浜東北・根岸線：全線

- 担当線区（車掌）
  - 京浜東北・根岸線：全線

- 大田乗務構内（旧大田運輸区構内）の管理

## 歴史
- 2022年11月1日 - 品川営業統括センター（品川、田町各駅の統合）が発足。
- 2023年6月1日 - 大田営業統括センター（蒲田、大森各駅の統合）が発足。
- 2025年3月15日 - 品川営業統括センターに、大田営業統括センター、大田運輸区を統合して品川統括センター発足。品川営業統括センター、大田営業統括センター、大田運輸区を廃止する。

| スタブアイコン | サブスタブ | この項目は、まだ閲覧者の調べものの参照としては役立たない、鉄道に関連した書きかけの項目です。この項目を加筆・訂正などしてくださる協力者を求めています（P:鉄道/PJ:鉄道）。 |